# Syrgasprocess

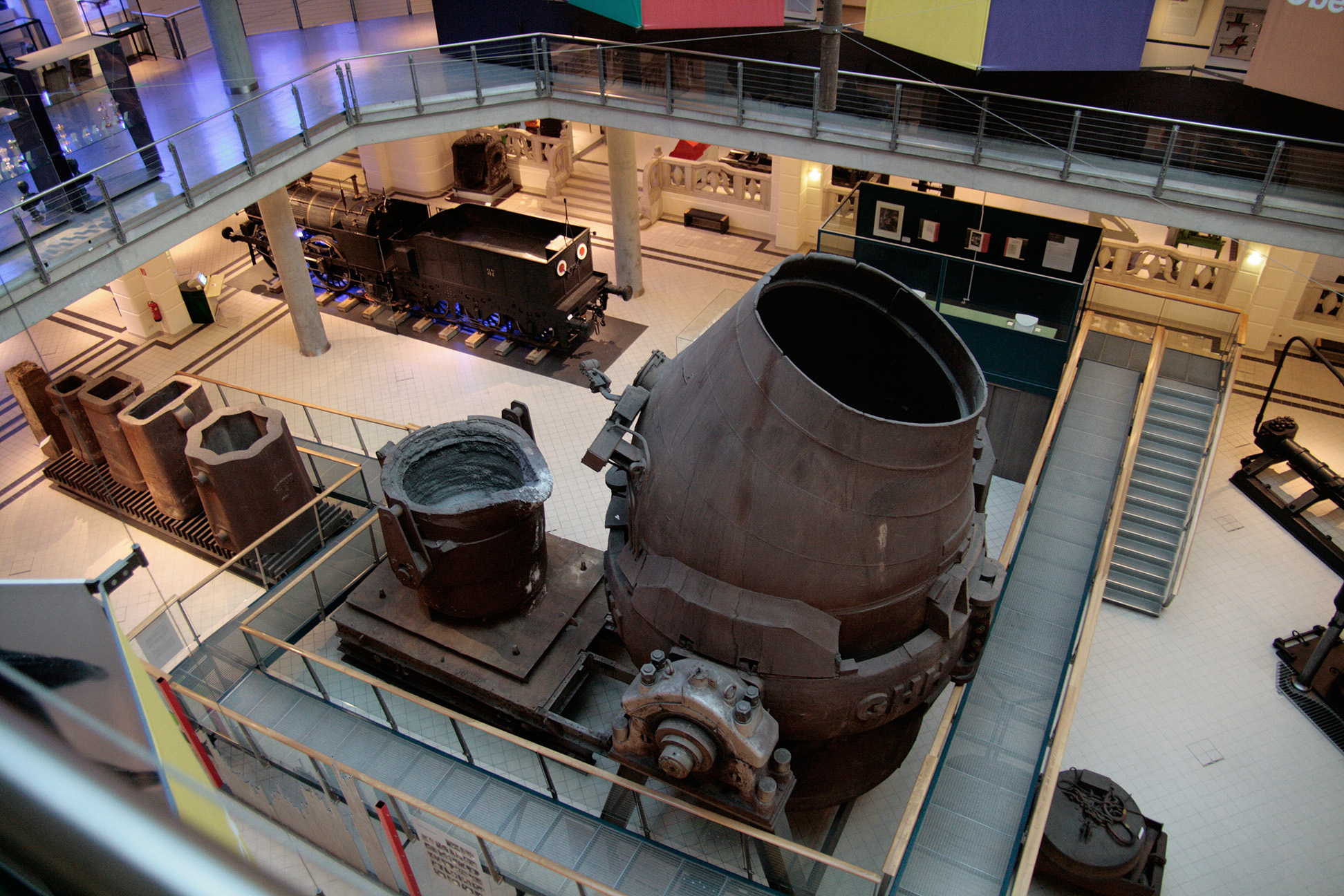
LD-konverter utställd på Wiens tekniska museum.

Syrgasprocess, process inom metallurgi där en metallsmälta renas genom blåsning av syrgas mot eller genom smältan. Processen genomförs vanligen i en konverter, och kallas då syrgaskonverterprocess. Exempel på syrgasprocesser är OBM-processen och LD-processen (en. Basic Oxygen Furnace, uppkallad efter städerna Linz och Donawitz), främst för framställning av stål, men även konvertering av kopparskärsten till råkoppar vid kopparframställning.